# ザ・グレイトバトルVI
『ザ・グレイトバトルVI』（ザ・グレイトバトル シックス）はバンプレストが1997年に発売したプレイステーション用ゲーム。

## 概要
SDにディフォルメされたロボットアニメや特撮作品のキャラクターが戦うクロスオーバー作品「コンパチヒーローシリーズ」の1つ。シリーズ内シリーズであるグレイトバトルシリーズの第6作目にあたる。全5話。
『ザ・グレイトバトルIII』以降はファンタジー（『III』）・SFミリタリー（『IV』）・西部劇（『V』）とバックグラウンドに特色があったが、本作では現代の地球が舞台となる。プレイヤーキャラクターの攻撃方法に関しても前3作とは異なりそれぞれの原作に準じたものとなっている。
ジャンルは横スクロールアクションであるが、フラッシャージェット各機を操作するシューティングステージ、そしてフラッシャージェットが合体した巨大ロボットゴッドフラッシュによる格闘アクションステージがある。セーブ機能等は有していない。シナリオ上はヒーロー達は行動を共にするが、ステージ途中で交代はできない。また、2人プレイは対応していない1人用となっている。
プレイヤーキャラクターは、ウイングガンダムゼロ、仮面ライダーBLACK RX、ウルトラマンパワードの3人。それまでシリーズ皆勤であったオリジナルキャラクター・ロアは未登場。プレイステーションにハードを移したことにより、キャラクター造形が3Dになっている。

## あらすじ
平和な東京を突如襲う影、それは人間の悪のエネルギーで邪竜神インフェリオスを甦らせようと企む闇の軍団サタンダークネスであった。この危機に妖精シーランからフラッシュクリスタルを授かったウイングガンダムゼロ・パワード・RXは閃光特捜オプティカルスリーを名乗って立ち向かう。

## システム
アクションステージ
オーソドックスな横スクロールアクション。ライフゲージ制でゲージがなくなると残機が一人消滅、ライフゲージは初期状態で6目盛りだがアイテムを最大10目盛りまで増やせる。
攻撃は通常攻撃とタメ攻撃の他に画面全体を攻撃するマイティパワーがあり、通常攻撃はパワーアップアイテムで強化、マイティパワーはMGアイテムで使用回数を1回増やすことができる。
シューティングステージ
フラッシャージェットによる縦スクロールシューティング。アクションステージと同じくライフゲージ制でマイティパワーも使うことができる。
攻撃はパワーアップアイテムを取ることで最大4段階まで強化できる。ただし、ダメージを受けると1段階下がってしまう。
シューティング独自のサブ武器として敵を追尾するホーミングショットと左右攻撃をするサイドショットの2つがある。
格闘アクションステージ
巨大ロボット ゴッドフラッシュによる1対1の対決で通常攻撃と↓→＋攻撃ボタン（右向き時）の特殊攻撃で戦う。
プレイヤーと敵キャラクター共にライフゲージの横にウエポンゲージが存在しており、これは時間もしくは攻撃によって増加し満タンになるごとに武器が変化、通常攻撃と特殊攻撃も変わる。

## プレイヤーキャラクター
ウイングガンダムゼロ
通常攻撃：マシンバルカン　強化時はバスターライフル。ジャンプ時はビームサーベル。
タメ攻撃：なし
マイティパワー：回転ツインバスターライフル
パワード
通常攻撃：チョップ　強化時はエナジーナックル。ジャンプ時はキック。
タメ攻撃：パワードボム（移動しながらタメが可能）
マイティパワー：メガ=スペシウム光線
RX
通常攻撃：リボルケイン　強化時は伸びる。ジャンプ時はキック。
タメ攻撃：ロボライダーになってのハードショット
マイティパワー：バイオライダーになっての液化攻撃
フラッシャージェット1号機
フラッシュクリスタルから生まれた戦闘機の一機でプレイヤーがゼロの場合に自機になる。ゴッドフラッシュ合体時には頭部になる。
通常攻撃：バルカン
マイティパワー：自機を中心にハロの形をした爆発
フラッシャージェット2号機
フラッシュクリスタルから生まれた戦闘機の一機でプレイヤーがパワードの場合に自機になる。ゴッドフラッシュ合体時には胴体と腕になる。
通常攻撃：レーザー
マイティパワー：自機の周囲を回転する2つの光弾
フラッシャージェット3号機
フラッシュクリスタルから生まれた戦闘機の一機でプレイヤーがRXの場合に自機になる。ゴッドフラッシュ合体時には腰と足になる。
通常攻撃：火炎放射
マイティパワー：攻防一体のバリアー
ゴッドフラッシュ
フラッシャージェット三機が合体して誕生した巨大ロボット。
通常攻撃：Lv1パンチ Lv2鎖付きトゲ鉄球殴り Lv3～4剣
特殊攻撃：Lv1ミサイル Lv2鎖付きトゲ鉄球投げ Lv3剣から火の玉 Lv4一撃必殺の光線
妖精シーラン
地球を守護する光の妖精の女の子。デモシーンでステージの説明やフラッシュクリスタルの秘めた力などを教えてくれる。

## 敵キャラクター
皇帝ガンダムエピオン
全宇宙の闇を支配する悪の軍団サタンダークネスの皇帝。封印された邪神龍インフェリオスを復活させ、その力で地球侵略をしようと企む。
邪竜神インフェリオス
今作のラストボス。聖杯のような杯に封印されていたがサタンダークネスの集めた悪のエネルギーに復活した。上半身は人型の怪物、下半身は蛇のようになっており、口からどす黒い煙状の闇を吐き、それによって地球を光の届かない闇と氷の惑星に変えようとする。
ゴッドフラッシュと格闘アクションステージで戦い、ウェポンゲージでのパワーアップによって第2段階で腕が二本から四本になり、第3段階では三つ又の槍を持った上に翼が生え飛べるようになり、第4段階では一撃必殺の強力な光線を発射できるようになっていく。

三将軍
トールギス
サタンダークネス三将軍の一人。サタンダークネスの地球侵略の尖兵として、東京を襲撃する。
サイコバルタン
サタンダークネス三将軍の一人。怪獣に砂を運ばせて東京を大量の砂に埋もれさせて、東京砂漠化作戦を実行する。
シャドームーン
サタンダークネス三将軍の一人。東京近くの休火山を噴火させて、街にマグマを流しこもうと企む。
合体三将軍
皇帝エピオンがオプティカルスリーに敗北した三将軍を合体して造りだしたバイオモンスター。
首から上が無く、代わりに腹部分に顔がある全身が灰色の岩の様な人型の怪物で胸の部分には3つのカプセルがあり、それぞれに三将軍の頭部が入っている。
攻撃時には三将軍の頭部の1つをカプセルの外に伸ばし出して、その頭部に合わせて体の形や色を変えて、その将軍の武器や能力を使用する。

その他のボス
マンダラガンダム
ステージ1のボス。トールギスの部下で基地に邪神龍インフェリオスのための必要なエネルギーを運ぼうするトールギスを追うオプティカルスリーを足止めするために立ちふさがる。
シラリー
ステージ2のボス。東京砂漠化作戦のために宇宙から大量の砂を運んでいた。フラッシャージェットとシューティングステージで戦う。
キングダーク
ステージ3のボス。シャドームーンが呼び出した巨大ロボットで一度はその巨体でオプティカルスリーを追い詰めるが、その結果ゴッドフラッシュ誕生のきっかけを与えてしまう。ゴッドフラッシュと格闘アクションステージで戦う。
グランザイラス
最強怪人を名乗るステージ4前半アクション面のボス。太平洋の無人島に囮の基地を建設し、オプティカルスリーを東京から誘き出し抹殺しようとする。
キングジョー
ステージ4後半シューティング面のボス。囮の基地を脱出し、急いで東京に戻ろうとするオプティカルスリーのフラッシャージェットの前に立ちふさがる。

一般的な敵キャラクター
ガンダム系
- ザク
- グフ
- ザンネック
- ブルッケング
- ネーデルガンダム
- スカルガンダム
- マンモスガンダム

ウルトラ系
- パワードバルタン
- ブルトン
- ケロニア
- ガンダー
- ベムスター
- ノーバ
- ドレンゲラン
- グランドキング

ライダー系
- 戦闘員
- 赤戦闘員
- サボテグロン
- エイキング
- ナイフアルマジロ
- サドンダス
- ガマギラス
- ドロリンゴ

## スタッフ
- プロデューサー
  - 金谷 明
  - 小石川宗孝
- キャラクターデザイン
  - ゴッドフラッシュデザイン：作野賢一郎（スタジオティエラ）
  - 妖精シーランデザイン：三上義衛
  - 敵キャラクターデザイン:安藤正信
- 製作協力
  - スタジオティエラ
  - 有限会社F.E.A.R.
  - 有限会社スタジオスタット